# Nyjer Morgan
Nyjer Jamid Morgan (San Francisco, California, Estados Unidos, 2 de julio de 1980) es un beisbolista, que juega en la posición de Jardinero de la Liga Venezolana de Béisbol Profesional (LVBP), para los Leones del Caracas. Ha jugado en las Grandes Ligas (MLB) para el Piratas de Pittsburgh, Nacionales de Washington, los Cerveceros de Milwaukee, y los Indios de Cleveland, y en la Nippon Professional Baseball (NPB) para los Yokohama DeNA BayStars. Morgan ha jugado sobre todo en el jardín central durante su carrera en MLB.
En su juventud Morgan jugó el hockey sobre hielo , alcanzando el menor principal de la altura de las palmaditas de Regina de la liga de hockey occidental en 1999-2000. Después de esa temporada, Morgan vio su interés exclusivamente al béisbol y fue reclutado por los Piratas en la 33.ª jornada de la MLB draft de 2002 .

## Carrera en el béisbol

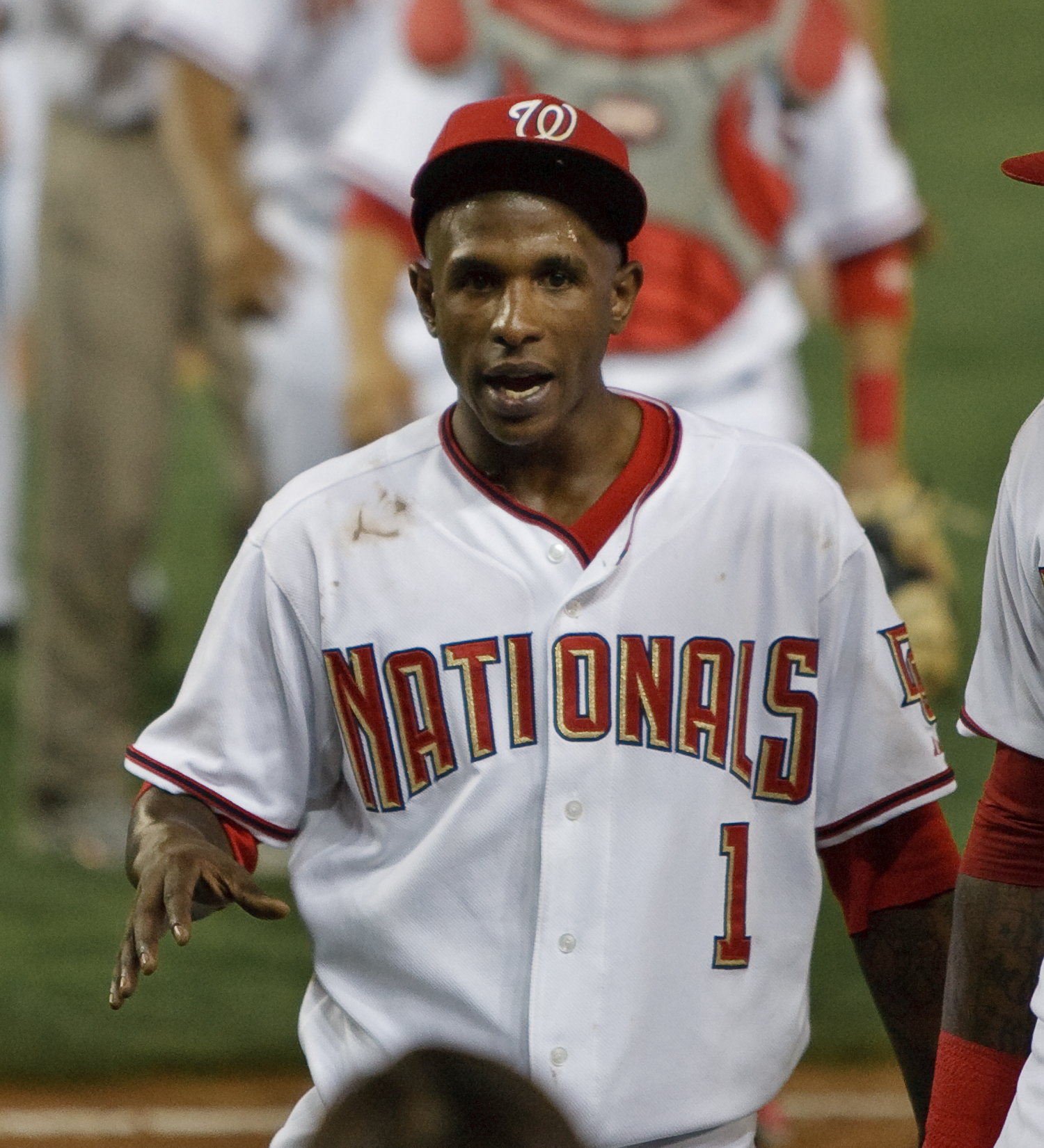
Temporada de los Nacionales de Washington 2009, Nyjer Morgan

### Piratas de Pittsburgh
Los Piratas de Pittsburgh seleccionados Morgan en la 33.ª ronda del proyecto de la Liga Mayor de Béisbol 2002. 
El 1 de septiembre de 2007, Morgan hizo su debut en Grandes Ligas con los Piratas contra los Cerveceros de Milwaukee al final de temporada. El 14 de septiembre de 2007, Morgan hizo un nudo en el jardín central que marcó la diferencia en unos 4-3 Piratas gana a Astros de Houston. Morgan también mostró sus herramientas contra los Padres de San Diego el 20 de septiembre, pasando de 3-2 con un triple, dos carreras anotadas, dos bases robadas.  Primer de cuadrangular Morgan fue el 25 de septiembre ante los Diamondbacks de Arizona.
Después de un mal comienzo de la temporada, fue enviado a la Triple-A de afiliados indios de Indianápolis. Morgan hizo varios aspectos de los Piratas, pero pasó la mayor parte de su temporada en Indianápolis hasta que una llamada productiva septiembre hasta el club de padres.

### Nacionales de Washington
El 30 de junio de 2009, Morgan fue cambiado a los Nacionales de Washington, junto con el lanzador Sean Burnett a cambio del jardinero Lastings Milledge y el lanzador Joel Hanrahan. El 27 de agosto, que se fracturó su mano deslizándose en la tercera base, y se colocó en la de 15 días lista de lesionados al día siguiente.
El 25 de agosto de 2010, Morgan se le dio una suspensión de siete partidos por presuntamente lanzar una pelota a un fan durante un juego contra los Filis de Filadelfia en el Citizens Bank Park
El 31 de agosto, Morgan se topó con receptor de los Marlins Brett Hayes; la colisión separó el hombro Hayes. Al día siguiente, Morgan fue golpeado por un lanzamiento en el cuarto turno, por los Marlins de Florida lanzador Chris Volstad. Más tarde esa noche, Volstad tiró una pelota que salió detrás de Morgan. Indignado por el terreno de juego, Morgan cargó el montículo, teniendo un swing en Volstad antes de ser clotheslined por los Marlins de primera base Gaby Sánchez, lo que lleva a una pelea vaciando el banco. MLB suspendió Morgan por ocho partidos y lo multó con una cantidad no revelada. La suspensión de la pelea de septiembre de 1 fue confirmada en apelación, y Morgan comenzó a servir su suspensión de ocho partidos el 17 de septiembre la liga también le dio una multa de 15.000 Dólares, además de la suspensión de ocho juegos. El incidente se produjo apenas días después de que Morgan se encontró con el receptor de los Cardenales de San Luis Bryan Anderson, a pesar del hecho de que el receptor de cardenales no tenía la pelota y había dado un paso fuera de la base.

### Cerveceros de Milwaukee
El 27 de marzo de 2011, Morgan fue cambiado a los Cerveceros de Milwaukee a cambio de Dykstra (hijo del jugador de béisbol Lenny Dykstra). Morgan se fracturó el dedo medio en el octavo turno en un toque de sacrificio contra Jonny Venters.
El 8 de junio contra los Mets de Nueva York, Los Cerveceros ganaron el partido 3-2, dando a los Cerveceros de su primer triunfo en la serie de playoffs desde 1982.
En 2011, bateó .304 y fue tercero en la Liga Nacional. Morgan fue muy criticado por dos veces gritando obscenidades en la televisión en directo inmediatamente después de los Cerveceros ganaron la Liga Nacional Serie Divisional el 7 de octubre de 2011.
El 16 de enero de 2012, Morgan firmó por un año y $ 2.35 millones frente durante su primera carrera a través de la elegibilidad de arbitraje. En la temporada 2012, Morgan bateó para .239 en 122 juegos, con 12 bases robadas (y cinco veces atrapado robando). Los Cerveceros no ofrecieron Morgan un contrato de ligas mayores para la temporada 2013, y se negó una asignación a los Cerveceros de Clase AAA equipo de ligas menores, los Nashville Sounds.

### Yokohama Dena Baystars
En enero de 2013, Morgan firmó un contrato para jugar con los Yokohama DeNA BayStars de la Liga Japonesa de Béisbol Profesional. Bateó para .294 con 11 cuadrangulares en 108 partidos con el equipo.

### Indios de Cleveland
El 14 de enero de 2014, Morgan anunció que había firmado un contrato de ligas menores con una invitación a los entrenamientos de primavera con los Indios de Cleveland. ganó un lugar en el 25- roster y comenzó la temporada de 2014, como el jardinero central titular y primer bate. El 5 de agosto de 2014, fue puesto en libertad.

### Hanwha Eagles
En diciembre de 2014, firmó con los Hanwha Eagles de la Liga de la Organización Coreana de Béisbol por un contrato de un año.

### Pericos de Puebla
En diciembre de 2015, firmó con el Pericos de Puebla de la Liga Mexicana. 
Durante la temporada 2016 bateo para un promedio de .306, mientras que robó 22 bases y que muestra potencia sorprendente con 11 cuadrangulares, mientras jugaba Leftfield / Centerfield y primer bate el orden de bateo, mientras jugaba en 101 de 110 partidos de temporada regular del equipo. Fue nombrado para el equipo de la Liga Mexicana de Estrellas y fue brillante, tanto en el campo y en el plato durante los playoffs que resultaron en el primer Campeonato de la Liga para Puebla en 30 años.